# Julie Olson
Julie Olson is een Amerikaans triatlete. Ze behaalde in 1984 een derde plek op de Ironman Hawaï. Ze zette in deze wedstrijd de snelste fietstijd neer, maar verloor te veel tijd op de marathon (3:59).

## Belangrijkste prestaties

### triatlon
- 1983: 11e Ironman Hawaï - 11:30.20
- 1984:  Ironman Hawaï - 10:38.10
- 1987:  Newport Beach Triatlon